# Super Mario Maker 2
Super Mario Maker 2 (スーパーマリオメーカー 2, Sūpā Mario Mēkā 2) é um jogo eletrônico de plataforma e editor de mapas desenvolvido pela Nintendo Entertainment Planning & Development e publicado pela Nintendo. É a continuação de Super Mario Maker de 2015 e foi lançado exclusivamente para Nintendo Switch em 28 de junho de 2019. A jogabilidade é bem similar a de seu antecessor, em que os jogadores criam suas próprias fases personalizadas usando elementos e objetos de vários jogos da franquia Super Mario, podendo compartilha-los online. Super Mario Maker 2 introduz um novo estilo baseado em Super Mario 3D World e muitos novos recursos, incluindo pistas e direção de rolagem automática modificável, novos inimigos, temas e itens, bem como multijogador cooperativo e competitivo.

## Jogabilidade
Como seu antecessor, Super Mario Maker 2 é um jogo eletrônico de plataforma side-scroller no qual os jogadores criam seus próprios cenários usando elementos da série Super Mario e os publicam online para outros jogarem. Os jogadores podem escolher entre uma seleção de jogos anteriores da série Super Mario para basear o estilo visual e a jogabilidade de seu cenário, incluindo Super Mario Bros. (1985), Super Mario Bros. 3 (1988), Super Mario World (1990), New Super Mario Bros. U (2012) e um recém-introduzido tema do Super Mario 3D World (2013). A mecânica de jogo e os comportamentos do inimigos podem variar entre os estilos, com alguns elementos sendo limitados a estilos específicos.
A sequência adiciona vários recursos e ferramentas, incluindo elementos e um tema de cenário baseado em Super Mario 3D World. Este tema é especialmente diferente dos outros quatro, com muitos recursos e mecanismos de jogabilidade exclusivos para ele. Ele também introduz modos multijogador locais e on-line, incluindo uma criação cooperativa, em que até dois jogadores podem criar cenários juntos ao mesmo tempo; além de permitir que até 4 jogadores concluam fases on-line, de forma cooperativa ou competitiva. Assim como antes, os jogadores são incentivados a compartilhar seus níveis criados com outros usuários, que agora têm a opção "Boo" para os níveis que outros usuários não gostam.
Super Mario Maker 2 também apresenta uma nova campanha para um jogador conhecida como Modo Campanha. A história segue Mario ajudando a reconstruir o Castelo da Princesa Peach. Os jogadores devem percorrer mais de 100 cenários criados pela Nintendo, a fim de coletar moedas suficientes para reconstruir o castelo. Personagens não jogáveis também oferecem aos jogadores tarefas extras e tarefas durante o modo. As fases também podem ser jogadas através do Modo Sem Fim, substituindo o 100 Mario Challenge do jogo anterior.